# سیارک ۱۷۲۴۲
سیارک ۱۷۲۴۲ (به انگلیسی: 17242 Leslieyoung، نامگذاری:2000EX130) هفده هزار و دویست و چهل و دومین سیارک کشف شده‌است که در ۱۱ مارس ۲۰۰۰ کشف شد.
قدر مطلق سیارک برابر ۱۲.۳ است.